# Yuta Arai (Fußballspieler, 2004)
Yuta Arai (japanisch 荒井 悠汰 Arai Yuta; * 13. Juni 2004 in der Präfektur Saitama) ist ein japanischer Fußballspieler.

## Karriere
Yuta Arai erlernte das Fußballspielen in den Jugendmannschaften vom FC Shiraoka Minami und FC Lavida sowie in der Schulmannschaft der Shohei High School. Die Saison 2022 wurde er von der High School an den FC Tokyo ausgeliehen. Der Verein, der in der Präfektur Tokio beheimatet ist, spielte in der ersten japanischen Liga. Hier kam er jedoch nicht zum Einsatz. Nach der Ausleihe wurde er am 1. Februar 2023 fest von dem Erstligisten unter Vertrag genommen. Sein Erstligadebüt gab Yuta Arai am 4. März 2023 (3. Spieltag) im Auswärtsspiel gegen Kyōto Sanga. Bei der 2:0-Niederlage wurde er in der 78. Minute für Kōki Tsukagawa eingewechselt. Im Juli 2024 wechselte er für den Rest der Saison zum Drittligisten Kataller Toyama. Am Ende der Saison 2024 belegte er mit dem Verein den dritten Platz und qualifizierte sich für die Aufstiegsspiele. Hier spielte man im Finale gegen Matsumoto Yamaga 2:2-Unentschieden. Da Katallar in der regulären Spielzeit den dritten Platz belegte, stieg man in die zweite Liga auf. Nach der Ausleihe kehrte er Ende Dezember 2024 zum FC Tokyo zurück.